# Слов'янський Конгрес у Празі 1848
Слов'я́нський Конгре́с у Пра́зі 1848 р. — з'їзд представників слов'янських народів Австрійської імперії, скликаний за ініціативою Павела Шафарика і Йосипа Єлачича, заходами чеських діячів Франтішека Палацького, К. Запа, К. Гавлічка-Боровського, Ф. Ріґера та інших з метою протиставитися проголошеному німецьким парламентом у Франкфурті-на-Майні об'єднанню всіх німецьких земель Німеччини й Австрії, включно з Чехією.

## Підготовка до Конгресу
Перша концепція Конгресу оприлюднена 20 квітня 1848 р. в газеті «Narodne Novine», яка видавалась у Загребі. Причинами до організування засідань були також ухвала Німецької Союзної Ради від 22 квітня 1848 р. про включення частини Великого князівства Познанського до Німецького Рейху й антислов'янські випади у Франкфуртських національних зборах.

## Перебіг засідання
Конгресі, що почався 2 червня 1848 р., взяли участь також представники галицьких і закарпатських українців — делегація Головної Руської Ради у складі: Іван Борисикевич, Григорій Гинилевич, Олексій Заклинський та Адольф Добрянський з Закарпаття, як також делегація пропольського Руського Собору під проводом князя Ю. Любомирського і з участю Л. Сапіги, К. Ценґлєвіча, Л. Стецького й інших. На конгрес, як гості, були допущені К. Лібельт з Познані, росіянин Михайло Бакунін та українець Гояцький.
Праці Слов'янського Конгресу велися у трьох комісіях; чехо-словацькій, польсько-українській та південно-слов'янській. У наслідок переговорів польсько-української комісії, створеної за ініціативою Палацького і Бакуніна й очоленої Л. Сапігою, 7 червня 1848 р. була досягнута польсько-українська угода під назвою «Переговори русинів з поляками в Галичині» про політичну, культурно-національну й мовну рівноправність галицьких українців з поляками. Прийнята більшістю комісії вимога представників Головної Руської Ради розподілу Галичини на східну і західну, була під тиском поляків змінена у тому напрямі, щоб її остаточно вирішили Крайовий Сейм і Державна Рада.
Виступаючи проти німецьких й угорських зазіхань на слов'янські землі, Слов'янський Конгрес обміркував справу перебудови Габсбурзької монархії на федерацію автономних народів і вирішив проголосити маніфест до європейських держав з закликом направити кривди, заподіяні Угорщиною слов'янським національностям, та вислати окреме звернення до цісаря Фердинанда І з вимогою забезпечити рівні права для всіх слов'янських народів Австрійської Монархії, у тому числі також права української мови в Галичині. Жоден з обговорених проєктів не був остаточно й офіційно схваленим Слов'янським Конгресом. Внаслідок початку заворушень у Празі й обстрілу міста австрійським військом, наради Слов'янського Конгресу були припинені 12 червня 1848 р.
Практичних наслідків для галицьких і закарпатських українців Слов'янський Конгрес не дав. Своєю участю й вимогами їхні представники маніфестували, вже на міжнародному полі, відрубність українців від інших слов'янських народів і їхню волю до боротьби за політичні і національні права. У Слов'янському Конгресі взяли участь 363 делегати, в тому числі 61 у складі польсько-української групи з Галичини.

## Значення З'їзду
Ця подія була однією з небагатьох, коли в одному місці були почуті голоси всіх слов'янських народів Центральної Європи. Основною метою Конгресу була спроба чинити опір німецькому націоналізму на слов'янських землях.
Цей З'їзд став каталізатором Празького повстання 1848 р., придушине військами. Тому Конгрес залишився незавершеним, а підсумкове рішення прийнято не було.